# Аверкиевская (Ленинградская область)
Аве́ркиевская — деревня в Винницком сельском поселении Подпорожского района Ленинградской области.

## История
Деревни «в Чик-озере» упоминаются в писцовой книге Обонежской пятины 1496 года (встречался и вариант написания «в Чикас-озере»). Всего таких деревень (в 1—2 двора каждая) перечислено не менее восемнадцати. На момент составления писцовой книги куст относился к Ильинскому Веницкому погосту и принадлежал к великокняжеским (государственным) владениям.
После екатерининской административной реформы XVIII века Чикозеро вошло в состав Лодейнопольского уезда Олонецкой губернии.

АВЕРКИЕВСКАЯ (ПОГОСТ) — деревня при Чикозере, число дворов — 5, число жителей: 22 м. п., 19 ж. п.; Все чудь. (1873 год)

К началу XX века Чикозерский куст образовывал одноимённое сельское общество в составе Винницкой волости.

АВЕРКИЕВСКАЯ (КОЛЛЯКОВА) — деревня при реке Петке и озере Чикозере, население крестьянское: домов — 10, семей — 10, мужчин — 33, женщин — 28; лошадей — 11, коров — 17, прочего — 13. Школа. (1905 год)

Аверкиевская административно относилась к Винницкой волости 2-го стана Лодейнопольского уезда Олонецкой губернии.
В селе, помимо церковного прихода, накануне Первой мировой войны располагалась одноклассная церковно-приходская школа.
До второй половины XX века населённый пункт представлял собой группу (куст) смежных деревень, объединённых вокруг старинного Чикозерского погоста. По названию погоста и весь куст получил название «Чикозеро».
По данным списков населённых мест 1905 года в состав куста входило 22 деревни:
- Кречетовская (при погосте)
- Зиновьевская (Угол)
- Леоновская (Гапачева-гора)
- Ивановская (Бобоева)
- Власьевская (Угол)
- Лисицынская 1-я (Фешаева)
- Лисицынская 2-я (Бачагино)
- Поздняковская (Курицына)
- Кондратовская (Бажукова)
- Лавровская (Старцева гора; без населения)
- Степановская (Савоева гора)
- Спиридоновская (Савоева гора)
- Лукьяновская (Савоева гора)
- Трофимовская (Савоева гора)
- Фединская (при погосте)
- Ксенофонтовская (Салтанова)
- Малафеевская (Швецова-гора)
- Пустошь-Петровская
- Афонасьевская (Гринькина)
- Тимофеевская (без населения)
- Ершовская (при Чикозерском погосте)
- Аверкиевская (Коллякова)[7].

После революции вместо сельского общества был образован Чикозерский сельсовет, который в августе 1927 года вошёл в состав вновь образованного Винницкого национального вепсского района.
С 1917 по 1922 год деревня входила в состав Чикозерского сельсовета Винницкой волости Лодейнопольского уезда Олонецкой губернии.
С 1922 года в составе Ленинградской губернии.
С 1927 года в составе Винницкого района.
Согласно карте Ленинградской области Северо-западного аэрогеодезического треста ГГУ издания 1932 года деревня насчитывала 7 крестьянских дворов.

Деревня Аверкиевская на карте 1932 года

По данным 1933 года деревня Аверкиевская являлась административным центром Чикозерского сельсовета Винницкого национального вепсского района, в который входили 6 населённых пунктов: деревни Аверкиевская, Ершовская, Зиновьевская, Ксенифонтовская, Лисицинская, Поздняковская, общей численностью населения 863 человека, причём этот (а также Гонгинский) сельсовет не считался национальным.
По данным 1936 года в состав Чикозерского сельсовета с центром в деревне Аверкиевская входили 13 населённых пунктов, 163 хозяйства и 6 колхозов.
Согласно областным административным данным деревня называлась также Коляково.
В период коллективизации в пределах Чикозерского куста были первоначально образованы три колхоза:
- «Память Кирова» (деревни Лисицынская I, Лисицынская II, Афанасьевская, Поздняковская);
- «Трудовик» (деревни Аверкиевская, Ершовская, Афанасьевская);
- имени Чапаева (деревни Лукьяновская, Леоновская, Зиновьевская, Власьевская, Ивановская).

В 1940 году население деревни составляло 148 человек.

Деревня Аверкиевская в составе куста деревень Чикозеро на карте РККА 1940 года

В период Великой Отечественной войны «Чикозеро» оказалось в прифронтовой полосе и его население было эвакуировано. Восстановление села началось в середине 1944 года после освобождения северной части Винницкого района. Однако в полной мере последствия войны преодолеть так и не удалось. Периферийное положение села в пределах района сделало его непривлекательным даже для многих бывших жителей, не вернувшихся из эвакуации. Население деревни росло до 1950-х годов (в том числе благодаря развитию лесозаготовок в прилегающем районе), но не достигло и трети довоенной, а с начала 1960-х годов стало стремительно сокращаться. Ликвидация в 1960-е годы практически всей инфраструктуры привела к усилению оттока населения из деревни, и к настоящему времени она близка к окончательному вымиранию.
На рубеже 1940-х и 1950-х годов остался только колхоз «Трудовик», а земли двух других были к нему присоединены. По состоянию на 1952 год в укрупнённом колхозе насчитывалось 44 хозяйства, за ним было закреплено 7482,78 га земли (в том числе пашни — 132,84 га, сенокосов — 190,14, пастбищ и выгонов — 241,20, леса — 3036,4). В колхозе насчитывалось 12 лошадей, 99 голов крупного рогатого скота (в том числе 30 коров), 83 овцы, 29 свиней, 173 головы птицы. Спустя два десятилетия был ликвидирован и этот колхоз, а его земли были переданы в состав ещё более крупного сельскохозяйственного предприятия — совхоза «Винницкий».
С 1963 года в составе Лодейнопольского района.
С 1965 года в составе Винницкого сельсовета Подпорожского района. В 1965 году население деревни составляло 25 человек.
Формально деревни Афанасьевская, Лисицынская-I, Лисицынская-II, Леоновская, Аверкиевская и Ершовская были объединены решением Леноблисполкома № 592 от 31 декабря 1970 года. Однако объединённому населённому пункту было присвоено не кустовое название, а наименование самой большой деревни — Аверкиевская. Местное население предпочитает использовать для наименования деревни почти исключительно ойконим «Чикозеро».
По данным 1966, 1973 и 1990 годов деревня Аверкиевская также входила в состав Винницкого сельсовета Подпорожского района.

## География
Деревня расположена в центральной части Подпорожского района на автодороге 41К-731 (подъезд к деревне Чикозеро).
Расстояние до административного центра поселения — 15 км.
Расстояние до ближайшей железнодорожной станции Подпорожье — 101 км.
Деревня находится на реке Пётка, близ места её впадения в Чикозеро.

## Демография
| 1940 | 1965 | 2007 | 2010 | 2017 |
| ---- | ---- | ---- | ---- | ---- |
| 148  | ↘25  | ↘8   | ↗16  | ↘2   |

Изменение численности населения за период с 1873 по 2021 год:
Согласно данным Всероссийской переписи населения 2021 года постоянного населения в деревне не было.

### Национальный состав
В XIX веке Чикозерский куст находился на северной периферии ареала расселения оятских вепсов. Список населённых пунктов Олонецкой губернии 1873 года называет все деревни чикозерского куста «чудскими» (кроме погоста, где отмечены «чудь и русские»). В XX столетии национальный состав населения быстро меняется. По данным переписи 1926 года, из 788 жителей села вепсов было всего 109 (13,8 % населения). Преобладали они лишь в двух деревнях куста — Лисицынской I и Степановской. По данным паспортной регистрации 1933 года в Чикозерском сельсовете было выявлено лишь 14 вепсов (1,8 % населения). Перепись 1959 года также отмечает заметную долю вепсов (треть населения) лишь в одной деревне куста — Поздняковской. Однако проживало в ней всего 9 человек. По данным переписи населения 2002 года 100 % жителей деревни записаны русскими.

## Достопримечательности
- Церковь Покрова Пресвятой Богородицы, 1898 года постройки, деревянная, возможно из сруба 1685 года, недействующая, восстанавливается[34].

## Пути сообщения
Грунтовая дорога ведёт от деревни на юг, связывая Чикозеро с административным центром сельского поселения. Однако автобусного сообщения по этой дороге нет. В советское время существовал автобусный маршрут № 127 (Винницы — Чикозеро), но он был закрыт в начале 1990-х гг.

## Улицы
Земляничная, Озёрный проезд, Тихая.